# Champvert
Champvert ist eine französische Gemeinde mit 744 Einwohnern (Stand: 1. Januar 2022) im Département Nièvre in der Region Bourgogne-Franche-Comté. Sie gehört zum Arrondissement Nevers und zum Kanton Decize. Die Einwohner werden Champivertins genannt.

## Geographie
Champvert liegt etwa 25 Kilometer nordöstlich von Moulins am Canal du Nivernais und am Fluss Aron mit seinem Zufluss Donjon. Umgeben wird Champvert von den Nachbargemeinden Thianges im Norden, Diennes-Aubigny im Nordosten, Verneuil im Osten, Charrin im Südosten, Devay im Süden, Decize im Westen und Südwesten, Saint-Léger-des-Vignes im Westen sowie La Machine im Nordwesten.

## Bevölkerungsentwicklung
| Jahr                       | 1962 | 1968 | 1975 | 1982 | 1990 | 1999 | 2006 | 2013 | 2020 |
| Einwohner                  | 1009 | 936  | 923  | 959  | 892  | 851  | 835  | 825  | 752  |
| Quellen: Cassini und INSEE |      |      |      |      |      |      |      |      |      |

## Sehenswürdigkeiten
- Kirche Saint-Jean-Baptiste
- Ehemaliges Pfarrhaus aus dem 16. Jahrhundert
- Schloss Rigéo aus dem 15. Jahrhundert, Monument historique

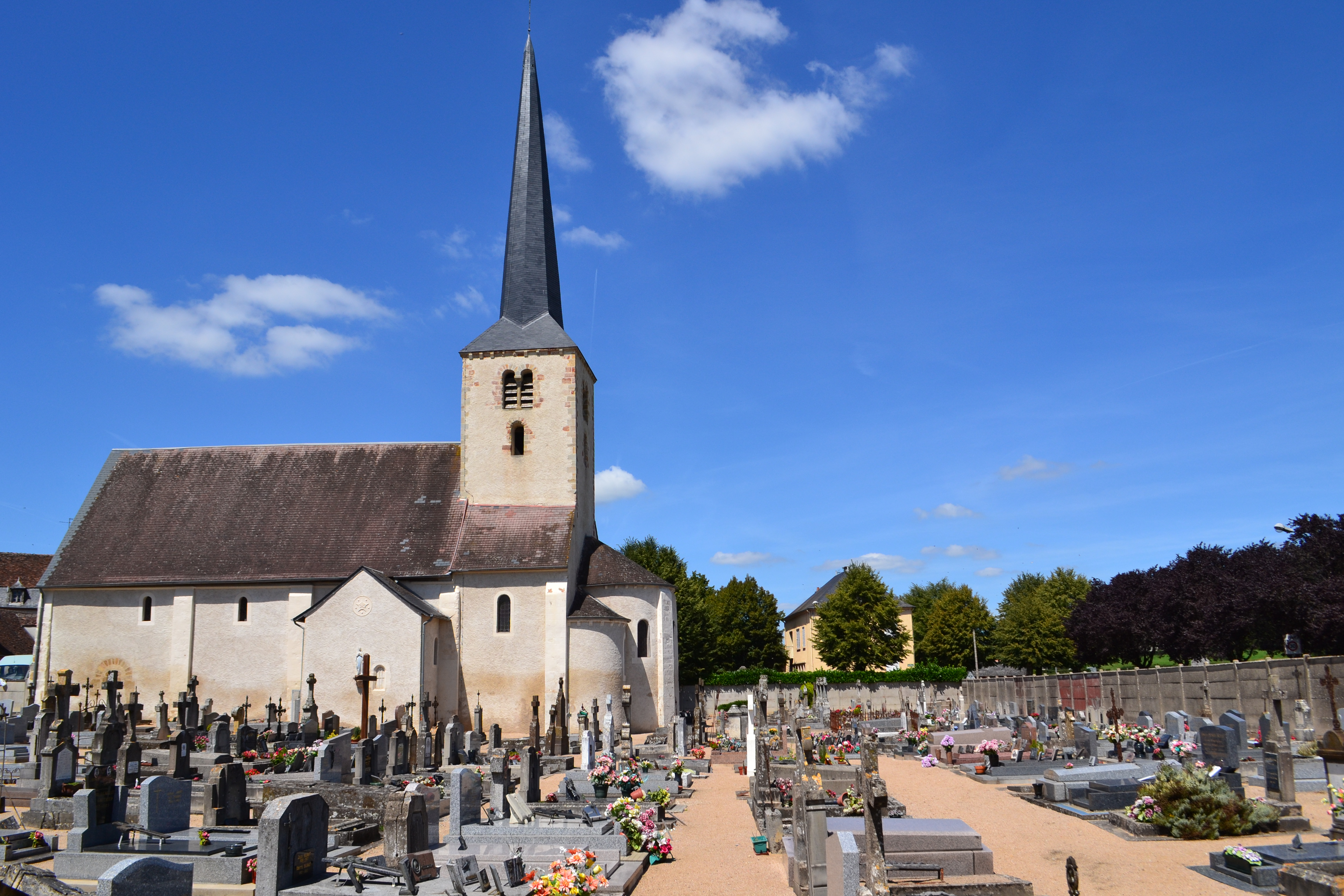
Kirche Saint-Jean-Baptiste